# ARIS IV
ARIS IV (Anti-tank Rocket Infantry System) – grecki granatnik przeciwpancerny z wyrzutnią jednorazowego użytku. Układ broni zbliżony do francuskiego APILASa. Opracowany i produkowany przez Elliniki Biomihania Oplon.

## Dane taktyczno-techniczne
- Kaliber: 112 mm
- Masa: 8,5 kg
- Masa pocisku: 4,5 kg
- Długość: 1400 mm
- Prędkość początkowa pocisku: 260 m/s
- Donośność: 300 m
- Przebijalność: 700 mm